# Zygiella poriensis
Zygiella poriensis là một loài nhện trong họ Araneidae.
Loài này thuộc chi Zygiella. Zygiella poriensis được Gershom Levy miêu tả năm 1987.